# Jaromír Fiala (1955)
Jaromír Fiala (* 11. února 1955) je bývalý český fotbalista, obránce. Jeho bratři Jan a Jiří byli také ligovými fotbalisty.

## Fotbalová kariéra
Hrál za SK Sigma Olomouc a Škodu Plzeň. V československé lize nastoupil v 87 utkáních.

## Ligová bilance
| Ročník                                   | Zápasy | Góly | Minuty | Klub             |
| ---------------------------------------- | ------ | ---- | ------ | ---------------- |
| 1. československá fotbalová liga 1977/78 | 9      | 0    | 548    | Škoda Plzeň      |
| 1. československá fotbalová liga 1978/79 | 17     | 0    | 1089   | Škoda Plzeň      |
| 1. československá fotbalová liga 1982/83 | 26     | 0    | 2208   | SK Sigma Olomouc |
| 1. československá fotbalová liga 1984/85 | 27     | 0    | 2026   | SK Sigma Olomouc |
| 1. československá fotbalová liga 1985/86 | 8      | 0    | 418    | SK Sigma Olomouc |
| 1. LIGA CELKEM                           | 87     | 0    | 6289   |                  |